# Liste des députés des Yvelines
 (mai 2025).
Le département des Yvelines est divisé depuis 1988 en douze circonscriptions législatives, le nombre de sièges ayant été conservé malgré le nouveau découpage électoral de 2010, en vigueur à compter des élections législatives de 2012.

## Législatures

### Dix-septième législature(2024-)
| Circ. | Nom                  | Mandat | Parti | Parti          | Notes | Photo | Territoire                                                                                                  | Suppléant(e)         |
| ----- | -------------------- | ------ | ----- | -------------- | --- | ----- | --- | -------------------- |
| 1re   | Charles Rodwell      | 2024-  |       | Agir           | Conseiller municipal de Versailles (2020-) |       | Versailles nord, Montigny-le-Bretonneux, Guyancourt                                                         | Laurence Boularan    |
| 2e    | Jean-Noël Barrot     | 2024-  |       | MoDem          | Député de la circonscription depuis 2017, Ministre délégué auprès du ministre de l’Économie, des Finances et de la Souveraineté industrielle et numérique, chargé de la Transition numérique et des télécommunications (2022-2024), Ministre délégué auprès du ministre de l'Europe et des Affaires Etrangères, chargé de l'Europe (2024-), Conseiller régional d'Île-de-France (2021-), Conseiller départemental de la Haute-Loire (2015-2017) |       | cantons de Versailles sud, Vélizy-Villacoublay, Viroflay et partie du canton de Chevreuse                   | Anne Bergantz        |
| 3e    | Béatrice Piron       | 2024-  |       | HOR            | Députée de la circonscription depuis 2017 |       | cantons de La Celle-Saint-Cloud, Le Chesnay, Saint-Nom-la-Bretèche et une fraction du canton de Plaisir     | Marc Tourelle        |
| 4e    | Marie Lebec          | 2024-  |       | LREM           | Députée de la circonscription depuis 2017 |       | cantons de Chatou, Houilles et Marly-le-Roi                                                                 | Denis Bernaert       |
| 5e    | Yaël Braun-Pivet     | 2024-  |       | LREM           | Ministre des Outre-mer (2022), Député de la circonscription depuis 2017, Présidente de l'Assemblée Nationale (2022-) |       | cantons de Maisons-Laffitte, Sartrouville, et du Vésinet                                                    | Leïla Gharbi-Simon   |
| 6e    | Natalia Pouzyreff    | 2024-  |       | LREM           | Députée de la circonscription depuis 2017 |       | cantons du Pecq, Saint-Germain-en-Laye-Nord et Sud et une fraction de Poissy-Nord                           | Pierre-Henri Bovis   |
| 7e    | Aurélien Rousseau    | 2024-  |       | Place Publique | Député de la circonscription depuis 2024, Ministre de la Santé et de la Prévention (2023) |       | cantons d'Andrésy, Conflans-Sainte-Honorine, Meulan et Triel-sur-Seine                                      | Chiara Pannunzio     |
| 8e    | Benjamin Lucas-Lundy | 2024-  |       | G·s            | Conseiller régional des Hauts-de-France (2021-) |       | cantons de Limay, Mantes-la-Jolie et Mantes-la-Ville                                                        | Kanza Sakat          |
| 9e    | Dieynaba Diop        | 2024-  |       | PS             | Députée de la circonscription depuis 2024 |       | cantons d'Aubergenville, de Bonnières-sur-Seine, de Guerville, de Houdan et commune des Mureaux             | Pierre Krasucki      |
| 10e   | Aurore Bergé         | 2024-  |       | LREM           | Députée de la circonscription depuis 2017, Conseillère régionale d'Île-de-France (2021-) |       | cantons de Rambouillet et Saint-Arnoult-en-Yvelines, fractions des cantons de Maurepas et Montfort-l'Amaury | Anne-Sophie Ronceret |
| 11e   | Laurent Mazaury      | 2024-  |       | UDI            | Député de la circonscription depuis 2024 |       | cantons de Saint-Cyr-l'École et Trappes, fractions des cantons de Chevreuse et Maurepas                     | Lydie Duchon         |
| 12e   | Karl Olive           | 2024-  |       | LREM           | Conseiller départemental des Yvelines (2015-), Maire de Poissy (2014-2022) |       | canton de Poissy-Sud et fractions des cantons de Montfort-l'Amaury, Plaisir, Poissy-Nord                    | Fabienne Devèze      |

### Seizième législature(2022-2024)
| Circ. | Nom               | Mandat    | Parti | Parti | Notes | Photo | Territoire                                                                                                  | Suppléant(e)                |
| ----- | ----------------- | --------- | ----- | ----- | --- | ----- | --- | --------------------------- |
| 1re   | Charles Rodwell   | 2022-2024 |       | Agir  | Conseiller municipal de Versailles (2020-) |       | Versailles nord, Montigny-le-Bretonneux, Guyancourt                                                         | Laurence Boularan           |
| 2e    | Jean-Noël Barrot  | 2022-2024 |       | MoDem | Député de la circonscription depuis 2017, Ministre délégué auprès du ministre de l’Économie, des Finances et de la Souveraineté industrielle et numérique, chargé de la Transition numérique et des télécommunications (2022-2024), Ministre délégué auprès du ministre de l'Europe et des Affaires Etrangères, chargé de l'Europe (2024-), Conseiller régional d'Île-de-France (2021-), Conseiller départemental de la Haute-Loire (2015-2017) |       | cantons de Versailles sud, Vélizy-Villacoublay, Viroflay et partie du canton de Chevreuse                   | Anne Grignon                |
| 3e    | Béatrice Piron    | 2022-2024 |       | LREM  | Députée de la circonscription depuis 2017 |       | cantons de La Celle-Saint-Cloud, Le Chesnay, Saint-Nom-la-Bretèche et une fraction du canton de Plaisir     | Marc Sévely                 |
| 4e    | Marie Lebec       | 2022-2024 |       | LREM  | Députée de la circonscription depuis 2017 |       | cantons de Chatou, Houilles et Marly-le-Roi                                                                 | Denis Bernaert              |
| 5e    | Yaël Braun-Pivet  | 2022-2024 |       | LREM  | Ministre des Outre-mer (2022), Député de la circonscription depuis 2017, Présidente de l'Assemblée Nationale (2022-) |       | cantons de Maisons-Laffitte, Sartrouville, et du Vésinet                                                    | Gabriel Dos Reis            |
| 6e    | Natalia Pouzyreff | 2022-2024 |       | LREM  | Députée de la circonscription depuis 2017 |       | cantons du Pecq, Saint-Germain-en-Laye-Nord et Sud et une fraction de Poissy-Nord                           | Pierre-Henri Bovis          |
| 7e    | Nadia Hai         | 2022-2024 |       | LREM  | Ministre déléguée chargée de la Ville (2020-2022), Députée de la 11e circonscription des Yvelines (2017-2020) |       | cantons d'Andrésy, Conflans-Sainte-Honorine, Meulan et Triel-sur-Seine                                      | Mickaël Littière            |
| 8e    | Benjamin Lucas    | 2022-2024 |       | G·s   | Conseiller régional des Hauts-de-France (2021-) |       | cantons de Limay, Mantes-la-Jolie et Mantes-la-Ville                                                        | Kanza Sakat                 |
| 9e    | Bruno Millienne   | 2022-2024 |       | MoDem | Député de la circonscription depuis 2017, Conseiller régional d'Île-de-France (2015-2021), Conseiller municipal de Jumeauville (2014-2017) |       | cantons d'Aubergenville, de Bonnières-sur-Seine, de Guerville, de Houdan et commune des Mureaux             | Gaëlle Auffret              |
| 10e   | Aurore Bergé      | 2022-2024 |       | LREM  | Députée de la circonscription depuis 2017, Conseillère régionale d'Île-de-France (2021-) |       | cantons de Rambouillet et Saint-Arnoult-en-Yvelines, fractions des cantons de Maurepas et Montfort-l'Amaury | Philippe Emmanuel           |
| 11e   | William Martinet  | 2022-2024 |       | LFI   | |       | cantons de Saint-Cyr-l'École et Trappes, fractions des cantons de Chevreuse et Maurepas                     | Catherine Perrotin-Raufaste |
| 12e   | Karl Olive        | 2022-2024 |       | LREM  | Conseiller départemental des Yvelines (2015-), Maire de Poissy (2014-2022) |       | canton de Poissy-Sud et fractions des cantons de Montfort-l'Amaury, Plaisir, Poissy-Nord                    | Fabienne Devèze             |

### Quinzième législature(2017-2022)

Résultats des élections législatives de 2017 dans les Yvelines.

| Circ. | Nom                    | Mandat    | Parti | Parti | Suppléant(e)           | Notes                                                                                                   |
| ----- | ---------------------- | --------- | ----- | ----- | ---------------------- | --- |
| 1re   | Didier Baichère        | 2017-2022 |       | LREM  | Pauline Bécamel        | Conseiller municipal de Versailles de 2017 à 2020                                                       |
| 2e    | Jean-Noël Barrot       | 2017-2022 |       | MoDem | Anne Grignon           | Conseiller départemental du canton d'Yssingeaux                                                         |
| 3e    | Béatrice Piron         | 2017-2022 |       | LREM  | Christophe Cevasco     | |
| 4e    | Marie Lebec            | 2017-2022 |       | LREM  | Thierry Sessin-Caracci | |
| 5e    | Yaël Braun-Pivet       | 2017-2022 |       | LREM  | Damien Derelle         | |
| 6e    | Natalia Pouzyreff      | 2017-2022 |       | LREM  | Pierre-François Degand | |
| 7e    | Michèle de Vaucouleurs | 2017-2022 |       | MoDem | Jonas Maury            | |
| 8e    | Michel Vialay          | 2017-2022 |       | LR    | Philippe Pascal        | |
| 9e    | Bruno Millienne        | 2017-2022 |       | MoDem | Angela Klein           | Conseiller municipal de Jumeauville                                                                     |
| 10e   | Aurore Bergé           | 2017-2022 |       | LREM  | Gilles Schmidt         | Conseillère municipale de Magny-les-Hameaux Conseillère de l’agglomération de Saint-Quentin-en-Yvelines |
| 11e   | Nadia Hai              | 2017-2020 |       | LREM  | Moussa Ouarouss        | Nommée ministre déléguée chargée de la Ville                                                            |
| 11e   | Philippe Benassaya     | 2020-2022 |       | LR    | Othman Nasrou          | Conseiller départemental des Yvelines                                                                   |
| 12e   | Florence Granjus       | 2017-2022 |       | LREM  | Émeric Vallespi        | |

### Quatorzième législature(2012-2017)

Résultats des élections législatives de 2012 dans les Yvelines.

| Circ. | Nom                             | Mandat                  | Parti | Parti       | Suppléant(e)                                                                          | Notes |
| ----- | ------------------------------- | ----------------------- | ----- | ----------- | ------------------------------------------------------------------------------------- | --- |
| 1re   | François de Mazières            | 2012-2017               |       | DVD         | Suzanne Blanc                                                                         | Maire de Versailles depuis 2008                                                                             |
| 2e    | Valérie Pécresse                | 2012-20 janvier 2016    |       | UMP puis LR | Yves Vandewalle                                                                       | Conseillère régionale d’Île-de-France Présidente du Conseil régional (2016 → )                              |
| 2e    | Pascal Thévenot                 | 20 mars 2016-2017       |       | LR          | Caroline Doucerain                                                                    | Maire de Vélizy-Villacoublay (2014 → )                                                                      |
| 3e    | Henri Guaino                    | 2012-2017               |       | UMP         | Véronique Coté-Millard                                                                | |
| 4e    | Pierre Lequiller                | 2012-2017               |       | UMP         | Ghislain Fournier                                                                     | Vice-président du Conseil général                                                                           |
| 5e    | Jacques Myard                   | 2012-2017               |       | UMP         | Mme Dominique Aknine                                                                  | Maire de Maisons-Laffitte                                                                                   |
| 6e    | Pierre Morange                  | 2012-2017               |       | UMP         | Anne Gommier                                                                          | Maire de Chambourcy                                                                                         |
| 7e    | Arnaud Richard                  | 2012-2017               |       | UMP         | Catherine Arenou                                                                      | |
| 8e    | Françoise Descamps-Crosnier     | 2012-2017               |       | PS          | Ramatoulaye Sall                                                                      | Conseillère municipale de Rosny-sur-Seine                                                                   |
| 9e    | Jean-Marie Tétart               | 2012-2017               |       | UMP         | Michel Obry                                                                           | Maire de Houdan, vice-président du Conseil général                                                          |
| 10e   | Jean-Frédéric Poisson           | 2012-2017               |       | PCD         | Josyane Gorgibus                                                                      | Conseiller municipal de Rambouillet Président de la communauté de communes des Plaines et Forêts d'Yvelines |
| 11e   | Jean-Philippe Mallé (suppléant) | 2012- 26 septembre 2014 |       | PS          |                                                                                       | Conseiller général du canton de Saint-Cyr-l'École                                                           |
| 11e   | Benoît Hamon                    | 27 septembre 2014-      |       | PS          | N'est pas reconduit à son poste de Ministre de l’Éducation nationale le 25 août 2014. | |
| 12e   | David Douillet                  | 2012-2017               |       | UMP         | Joël Regnault                                                                         | Conseiller régional d’Île-de-France                                                                         |

### Treizième législature(2007-2012)

Résultats des élections législatives de 2007 dans les Yvelines.

| Circ. | Nom                               | Mandat                              | Parti         | Parti | Suppléant(e)                                    | Notes                                     |
| ----- | --------------------------------- | ----------------------------------- | ------------- | ----- | ----------------------------------------------- | ----------------------------------------- |
| 1re   | Étienne Pinte                     | 2007-2012                           |               | UMP   | Suzanne Blanc                                   | Maire de Versailles jusqu'en 2008         |
| 2e    | Valérie Pécresse                  | 2007-2007                           |               | UMP   | Yves Vandewalle                                 | Nommée au gouvernement le 18 mai 2007     |
| 2e    | Yves Vandewalle (suppléant)       | 20 juillet 2007-                    |               | UMP   | Vice-président du Conseil général               |                                           |
| 3e    | Christian Blanc                   | 2007-2008                           |               | NC    | Colette Le Moal                                 | Nommé au gouvernement le 18 mars 2008     |
| 3e    | Colette Le Moal                   | 19 avril 2008 - 5 août 2010         |               | NC    | Suppléante de Christian Blanc                   |                                           |
| 3e    | Christian Blanc                   | 5 août 2010 - 2012                  |               | NC    | A quitté le gouvernement le 4 juillet 2010.     |                                           |
| 4e    | Pierre Lequiller                  | 2007-2017                           |               | UMP   | Ghislain Fournier                               | Premier vice-président du Conseil général |
| 5e    | Jacques Myard                     | 2007-2017                           |               | UMP   | Mme Dominique Aknine                            | Maire de Maisons-Laffitte                 |
| 6e    | Pierre Morange                    | 2007-2017                           |               | UMP   | Anne Gommier                                    | Maire de Chambourcy                       |
| 7e    | Pierre Cardo                      | 2007-2010                           |               | UMP   |                                                 |                                           |
| 7e    | Arnaud Richard                    | 5 juin 2010 -2017                   |               | UMP   |                                                 |                                           |
| 8e    | Pierre Bédier                     | 2007-2009                           |               | UMP   |                                                 |                                           |
| 8e    | Cécile Dumoulin (suppléante)      | 17 avril 2009 - 2012                |               | UMP   | Première adjointe au maire de Mantes-la-Jolie   |                                           |
| 9e    | Henri Cuq                         | 2007-2010                           |               | UMP   | Sophie Primas                                   | Décès en cours de mandat                  |
| 9e    | Sophie Primas                     | 11 juillet 2010 - 25 septembre 2011 |               | UMP   | Élue au Sénat le 25 septembre 2011              |                                           |
| 9e    | Vacant                            | 25 septembre 2011 - 2012            |               |       |                                                 |                                           |
| 10e   | Christine Boutin                  | 2007-2007                           |               | PCD   | Jean-Frédéric Poisson                           | Nommée au gouvernement le 18 mai 2007     |
| 10e   | Jean-Frédéric Poisson (suppléant) | 2007-2010                           |               | PCD   | Élection annulée par le Conseil constitutionnel |                                           |
| 10e   | Anny Poursinoff                   | 12 juillet 2010 - 2012              |               | EÉLV  | Didier Fischer                                  |                                           |
| 11e   | Jean-Michel Fourgous              | 2007-2012                           |               | UMP   | Rachida El Harouat                              | Maire d'Élancourt                         |
| 12e   | Jacques Masdeu-Arus               | 2007-2009                           |               | UMP   |                                                 | Déchu de son mandat le 6 août 2009        |
| 12e   | David Douillet                    | 19 octobre 2009 - 29 juillet 2011   | Joël Regnault | UMP   | Nommé au gouvernement le 29 juin 2011           |                                           |
| 12e   | Joël Regnault (suppléant)         | 29 juillet 2011 - 15 juin 2012      |               | UMP   |                                                 |                                           |
| 12e   | David Douillet                    | 15 juin 2012 - 2017                 |               | UMP   | est redevenu député le 15 juin 2012             |                                           |

### Douzième législature(2002-2007)

Résultats des élections législatives de 2002 dans les Yvelines.

| Circ. | Nom                                                                                   | Parti | Parti       | Suppléant(e)           | Autre fonction élective                                      |
| ----- | ------------------------------------------------------------------------------------- | ----- | ----------- | ---------------------- | ------------------------------------------------------------ |
| 1re   | Étienne Pinte                                                                         |       | UMP         | Suzanne Blanc          | Maire de Versailles                                          |
| 2e    | Valérie Pécresse                                                                      |       | UMP         | Yves Vandewalle        | Conseiller régional d'Île-de-France                          |
| 3e    | Anne-Marie Idrac (suppléant Jean-François Baraton) puis le 16/12/2002 Christian Blanc |       | UDF puis ED | -                      |                                                              |
| 4e    | Pierre Lequiller                                                                      |       | UMP         | Christian Murez        | Conseiller général                                           |
| 5e    | Jacques Myard                                                                         |       | UMP         | Mme Dominique Aknine   | Maire de Maisons-Laffitte                                    |
| 6e    | Pierre Morange                                                                        |       | UMP         | Catherine Péricard     | Maire de Chambourcy                                          |
| 7e    | Pierre Cardo                                                                          |       | UMP         | André Cassagne         | Maire de Chanteloup-les-Vignes                               |
| 8e    | Pierre Bédier puis le 19/07/2002 André Samitier puis le 05/12/2004 Pierre Bédier      |       | UMP         |                        | Maire de Gargenville Conseiller général Maire de Gargenville |
| 9e    | Henri Cuq puis le 01/05/2004 Pierre Amouroux                                          |       | UMP         |                        | Conseiller général (canton de Guerville)                     |
| 10e   | Christine Boutin                                                                      |       | UMP         | Claude Péninque        | Vice-président du Conseil général                            |
| 11e   | Jean-Michel Fourgous                                                                  |       | UMP         | Philippe Lavaud        | Maire d'Élancourt                                            |
| 12e   | Jacques Masdeu-Arus                                                                   |       | UMP         | Véronique Coté-Millard | Maire de Poissy                                              |

1. ↑  Élu le 5 décembre 2004 (législative partielle)
2. ↑  Décédé le 10 septembre 2004
3. ↑  Nommé au gouvernement le 30 avril 2004
4. ↑  Suppléant d'Henri Cuq, compter du 1er mai 2004

### Onzième législature(1997-2002)

Résultats des élections législatives de 1997 dans les Yvelines.

| Circ. | Nom                                               | Parti | Parti | Suppléant(e)              |
| ----- | ------------------------------------------------- | ----- | ----- | ------------------------- |
| 1re   | Étienne Pinte                                     |       | RPR   | Patrick Grison (UDF)      |
| 2e    | Franck Borotra                                    |       | RPR   | Alexis Biette (UDF)       |
| 3e    | Anne-Marie Idrac                                  |       | UDF   | Jrean-Louis Gasquet (RPR) |
| 4e    | Pierre Lequiller                                  |       | UDF   | Christian Murez (RPR)     |
| 5e    | Jacques Myard                                     |       | RPR   | Jean-François Bel         |
| 6e    | Michel Péricard puis le 03/02/1999 Pierre Morange |       | RPR   | Pierre Morange            |
| 7e    | Pierre Cardo                                      |       | UDF   | André Cassagne            |
| 8e    | Annette Peulvast-Bergeal                          |       | PS    | Jean Soler                |
| 9e    | Henri Cuq                                         |       | RPR   | Pierre Amouroux           |
| 10e   | Christine Boutin                                  |       | UDF   | Claude Péninque (RPR)     |
| 11e   | Catherine Tasca puis le 28/04/2000 Guy Malandain  |       | PS    | Guy Malandain             |
| 12e   | Jacques Masdeu-Arus                               |       | RPR   | Dominique Paumier (UDF)   |

### Dixième législature(1993-1997)

Résultats des élections législatives de 1993 dans les Yvelines.

| Circ. | Nom                                     | Parti | Parti | Suppléant(e)       |
| ----- | --------------------------------------- | ----- | ----- | ------------------ |
| 1re   | Étienne Pinte                           |       | RPR   | Jacques Le Voyer   |
| 2e    | Franck Borotra                          |       | RPR   | André Damien       |
| 2e    | André Damien (à partir du 26 mars 1996) |       | RPR   |                    |
| 3e    | Paul-Louis Tenaillon                    |       | UDF   | Jean-Louis Gasquet |
| 4e    | Pierre Lequiller                        |       | UDF   | Jean-René Bonnet   |
| 5e    | Jacques Myard                           |       | RPR   | Jean-François Bel  |
| 6e    | Michel Péricard                         |       | RPR   | Alain Gournac      |
| 7e    | Pierre Cardo                            |       | UDF   | Gérard Rebreyend   |
| 8e    | Pierre Bédier                           |       | RPR   | Jean Dauwe         |
| 9e    | Henri Cuq                               |       | RPR   | Yannick Dumont     |
| 10e   | Christine Boutin                        |       | UDF   | Claude Péninque    |
| 11e   | Jean-Michel Fourgous                    |       | RPR   | François Neveu     |
| 12e   | Jacques Masdeu-Arus                     |       | RPR   | Dominique Paumier  |

### Neuvième législature(1988-1993)

Résultats des élections législatives de 1988 dans les Yvelines.

| Circ. | Nom                                                 | Parti | Parti | Suppléant(e)             |
| ----- | --------------------------------------------------- | ----- | ----- | ------------------------ |
| 1re   | Étienne Pinte                                       |       | RPR   | Nicolas About (UDF)      |
| 2e    | Franck Borotra                                      |       | RPR   | Claude Dumond            |
| 3e    | Paul-Louis Tenaillon                                |       | UDF   | Jean-Louis Gasquet (RPR) |
| 4e    | Pierre Lequiller                                    |       | UDF   | Alain Mahiet             |
| 5e    | Alain Jonemann                                      |       | RPR   | Laurent Wetzel           |
| 6e    | Michel Péricard                                     |       | RPR   | Jean-Pierre Duclos (UDF) |
| 7e    | Michel Rocard                                       |       | PS    |                          |
| 7e    | Jean Guigné (suppléant) à partir du 24 juillet 1988 |       | PS    |                          |
| 8e    | Bernard Schreiner                                   |       | PS    | Annette Peulvast         |
| 9e    | Henri Cuq                                           |       | RPR   | Jean-Marie Tétart        |
| 10e   | Christine Boutin                                    |       | UDF   | Jean-Louis Fanost        |
| 11e   | Guy Malandain                                       |       | PS    | Christine Vilain         |
| 12e   | Jacques Masdeu-Arus                                 |       | RPR   | Dominique Paumier (UDF)  |

### Huitième législature(1986-1988)
En raison du mode de scrutin proportionnel pour les élections législatives de 1986, les circonscriptions utilisées sont les départements.
- Franck Borotra (RPR)
- Christine Boutin (App UDF)
- Martine Frachon (PS)
- Jacqueline Hoffmann (PC)
- Guy Malandain (PS)
- Michel Péricard (RPR)
- Étienne Pinte (RPR)
- Michel Rocard (PS)
- Bernard Schreiner (PS)
- Paul-Louis Tenaillon (UDF)
- Robert Wagner, (RPR), décédé, remplacé le 05/04/1988 par Jacques Masdeu-Arus (RPR)
- Georges-Paul Wagner (FN)

(pas de suppléants)

### Septième législature(1981-1986)
Avant 1986, il n'y avait que huit circonscriptions ne correspondant pas à celles de 1988.

Résultats des élections législatives de 1981 dans les Yvelines.

| Circ. | Député                                                     | Parti | Parti | Suppléant(e)    |
| ----- | ---------------------------------------------------------- | ----- | ----- | --------------- |
| 1re   | Jean Le Gars                                               |       | PS    | Marcel Saussard |
| 2e    | Michel Péricard                                            |       | RPR   | Alain Jonemann  |
| 3e    | Michel Rocard (jusqu'au 24 juillet 1981)                   |       | PS    |                 |
| 3e    | Martine Frachon (suppléante) (à partir du 24 juillet 1981) |       | PS    |                 |
| 4e    | Marc Lauriol                                               |       | RPR   | Robert Brame    |
| 5e    | Étienne Pinte                                              |       | RPR   | Anne Le Pivain  |
| 6e    | Robert Wagner                                              |       | RPR   | Jean Blard      |
| 7e    | Bernard Schreiner                                          |       | PS    | Yves Kerling    |
| 8e    | Guy Malandain                                              |       | PS    | Georges Mougeot |

### Sixième législature(1978-1981)

Résultats des élections législatives de 1978 dans les Yvelines.

| Circ. | Nom                                                      | Parti | Parti    | Suppléant(e)    |
| ----- | -------------------------------------------------------- | ----- | -------- | --------------- |
| 1re   | Pierre Bourson                                           |       | UDF (PR) | Louis Pauwels   |
| 2e    | Michel Péricard                                          |       | RPR      | Jeanine Patron  |
| 3e    | Michel Rocard                                            |       | PS       | Martine Frachon |
| 4e    | Marc Lauriol                                             |       | RPR      | Robert Brame    |
| 5e    | Étienne Pinte                                            |       | RPR      | Anne Le Pivain  |
| 6e    | Robert Wagner                                            |       | RPR      | Jean Blard      |
| 7e    | Pierre Ribes                                             |       | RPR      |                 |
| 7e    | Christian Coumel (suppléant) à partir du 6 décembre 1980 |       | RPR      |                 |
| 8e    | Nicolas About                                            |       | UDF (PR) | Marcel Paccou   |

### Cinquième législature(1973-1978)

Résultats des élections législatives de 1973 dans les Yvelines.

| Circ. | Nom                                                   | Parti | Parti | Suppléant(e)     |
| ----- | ----------------------------------------------------- | ----- | ----- | ---------------- |
| 1re   | Pierre Bourson                                        |       | RI    | Louis Pauwels    |
| 2e    | Jean-Paul Palewski                                    |       | UDR   |                  |
| 2e    | Pierre Régis (suppléant) à partir du 11 décembre 1976 |       | UDR   |                  |
| 3e    | Gérard Godon                                          |       | UDR   | Roland Doussot   |
| 4e    | Marc Lauriol                                          |       | UDR   | François Joron   |
| 5e    | Bernard Destremau                                     |       | RI    |                  |
| 5e    | Jean Riquin (suppléant) à partir du 11 décembre 1976  |       | RI    |                  |
| 5e    | Bernard Destremau à partir du 11 décembre 1976        |       | RI    |                  |
| 6e    | Robert Wagner                                         |       | UDR   | Jean Biard       |
| 7e    | Pierre Ribes                                          |       | UDR   | Christian Coumel |
| 8e    | Jacqueline Thome-Patenôtre                            |       | MRG   | Claude Dumond    |

### Quatrième législature(1968-1973)

Députés élus en 1968

| Circ. | Nom Parti politique | Nom Parti politique                                       | Suppléant(e)    |
| ----- | ------------------- | --------------------------------------------------------- | --------------- |
| 1re   |                     | Michel Jamot Union pour la défense de la République       | Roland Duménil  |
| 2e    |                     | Jean-Paul Palewski Union pour la défense de la République | Pierre Régis    |
| 3e    |                     | Gérard Godon Union pour la défense de la République       | Jacques Michot  |
| 4e    |                     | Pierre Clostermann Union pour la défense de la République | François Joron  |
| 4e    |                     | Michel Rocard Parti socialiste unifié                     | René Crozet     |
| 5e    |                     | Bernard Destremau Républicains indépendants               | Michel Sinniger |
| 6e    |                     | Robert Wagner Union pour la défense de la République      | Robert Renaud   |
| 7e    |                     | Pierre Ribes Union pour la défense de la République       | Auguste Lejet   |
| 8e    |                     | Jacqueline Thome-Patenôtre FGDS (Parti radical)           | Roland Reuillé  |

### Troisième législature(1967-1968)

Résultats des élections législatives de 1967 dans les Yvelines.

| Circ. | Nom Parti politique | Nom Parti politique                                                  | Suppléant(e)    |
| ----- | ------------------- | -------------------------------------------------------------------- | --------------- |
| 1re   |                     | Michel Jamot Union des démocrates pour la Ve République              | Roland Duménil  |
| 2e    |                     | Jean-Paul Palewski Union des démocrates pour la Ve République        | Pierre Régis    |
| 3e    |                     | Pierre Métayer FGDS (Section française de l'Internationale ouvrière) | André Griset    |
| 4e    |                     | Pierre Clostermann Union des démocrates pour la Ve République        | François Joron  |
| 5e    |                     | Bernard Destremau Républicains indépendants                          | Michel Sinniger |
| 6e    |                     | Robert Wagner Union des démocrates pour la Ve République             | Robert Renaud   |
| 7e    |                     | Maurice Quettier Parti communiste français                           | Robert Veillard |
| 8e    |                     | Jacqueline Thome-Patenôtre FGDS (Parti radical)                      | Roland Reuillé  |